# تنگ محمدحاجی
تَنگ محمدحاجی روستایی است در شهرستان بروجرد در استان لرستان. ساکنان این روستا از ایل بزرگ بیرانوند و طایفه سبزعلی،صفرودیگر طوایف هستند.این روستا در دهستان شیروان در بخش مرکزی این شهرستان قرار دارد.

## جمعیت
بنابر سرشماری مرکز آمار ایران، جمعیت این روستا در سال ۱۳۸۵، برابر با ۱۳۷ نفر بوده‌است که از این میان ۷۲ نفر مرد و بقیه زن بوده‌اند. تنگ محمد حاجی ۳۱ خانوار جمعیت دارد.